# Sosva
Ne doit pas être confondu avec Sosva du Nord.
La Sosva (en russe : Сосьва) est une rivière de l'oblast de Sverdlovsk, en Russie, et un affluent de la rive droite de la Tavda, dans le bassin de l'Ob. 

## Géographie
La Sosva est longue de 635 km et draine un bassin de 24 700 km2. Elle prend sa source sur le versant oriental du nord de l'Oural et s'écoule vers l'est dans la plaine de Sibérie occidentale. Dans son cours inférieur, la rivière effectue de très nombreux méandres ce qui allonge considérablement son parcours. Ainsi depuis la ville de Sosva jusqu'à la confluence avec la Tavda, on relève à vol d'oiseau 60 kilomètres, mais la rivière en parcourt 140.
La Sosva est navigable sur 333 km dans la partie aval de son cours.

## Villes traversées
La Sosva parcourt des régions peu peuplées. Dans son cours moyen, elle passe à une dizaine de kilomètres à l'est du centre industriel de Sérov. Les principales villes réellement baignées par la rivière sont Sosva et Gari. 

## Principaux affluents
- le Vagran[1] qui baigne Severoouralsk
- la Touria
- la Kakva
- la Lialia qui reçoit la Lobva

## Hydrologie

### Régime
Son régime est mixte, avec une prédominance de régime nival. Suivant les saisons, son niveau moyen peut varier, dans la partie centrale et inférieure de son cours, de 5 à 6 m. Son débit moyen est de 123 m3/s à Sosva, à 140 km de son point de confluence avec la Tavda, mais il peut varier de 4,48 à 2 210 m3/s. 

### Hydrométrie - Les débits à Sosva
Le débit de la Sosva a été observé sur une période de 41 ans (durant les années 1938-1989), à Sosva, localité située à 140 kilomètres en amont de sa confluence avec la Lozva. 
Le module de la rivière à Sosva est de 123 m3/s pour une surface prise en compte de 22 100 km2, ce qui correspond à plus ou moins 89 % du bassin versant de la rivière qui en compte 24 700. La lame d'eau écoulée dans ce bassin se monte ainsi à 176 millimètres annuellement, ce qui est modéré. 
La Sosva présente des fluctuations saisonnières de débit élevées. Les crues se déroulent au printemps, en mai et en juin (avec un maximum en mai) et résultent de la fonte des neiges. Dès le mois de juillet, le débit diminue fortement puis se stabilise pour se maintenir à un niveau moyennement élevé tout au long du reste de l'été et de l'automne, sous l'effet des précipitations sous forme de pluie. En novembre survient une forte baisse de débit menant aux basses eaux. Celles-ci sont liées à l'hiver russe et à ses importantes gelées ; la rivière atteint alors son minimum, ou étiage, période allant de décembre à mars inclus. 
Le débit moyen mensuel observé en mars (minimum d'étiage) atteint 17,4 m3/s, soit moins de 4 % du débit moyen du mois de mai, maximum de l'année (453 m3/s), ce qui illustre l'amplitude élevée des variations saisonnières. Sur la période d'observation de 41 ans, le débit mensuel minimal a été de 4,89 m3/s en février 1939, tandis que le débit mensuel maximal s'est élevé à 1 250 m3/s en mai 1957.